# Nieobliczalni
Nieobliczalni (fr. De l'autre cote du periph) – francuska komedia sensacyjna z domieszką kryminału z 2012 r. w reżyserii Davida Charhona.

## Fabuła
Ousmane, czarnoskóry glina z podparyskiego Bobigny, chce poprowadzić śledztwo w sprawie zabójstwa żony szefa Związku Pracodawców francuskich, jednak śledztwo zostaje przydzielone Monge z paryskiej policji. Ousmane nie daje za wygraną i zmusza Monge'a do współpracy.

## Obsada
- Omar Sy jako Ousmane Diakhité
- Laurent Lafitte jako François Monge
- Zabou Breitman jako komisarz Morland
- Lionel Abelanski jako Daniel Cardinet
- Sabrina Ouazani jako Yasmine
- Youssef Hajdi jako Giovanni / Nabil
- Maxime Motte jako Van Gogh
- Léo Léothier jako Gérard
- André Marcon jako Chaligny